# Ein Interview mit Dr. Axel Stoll – Der Film
Ein Interview mit Dr. Axel Stoll – Der Film ist ein im JMB Verlag erschienener, einstündiger Dokumentarfilm, der im Kern auf dem Buch Ein Interview mit Dr. Axel Stoll aufbaut. Der Film enthält Auszüge aus dem Interview, welches Sebastian Bartoschek und Alexander Waschkau mit Axel Stoll geführt haben. Ferner enthält die Dokumentation Einspieler von Wissenschaftlern, die zu einigen von Stoll getätigten Aussagen Stellung beziehen, darunter die Physiker Holm Hümmler und Reinhard Remfort, aber auch der Prä-Astronautiker Erich von Däniken.

## Hintergrund
2015 erschien der Film als Online-Version, seit 2016 ist die DVD auf dem deutschen Markt verfügbar. Die Freiwillige Selbstkontrolle der Filmwirtschaft gab den Film ohne Altersbeschränkung frei (FSK 0).